# Coniothyrium juniperi
Coniothyrium juniperi är en svampart som beskrevs av M. Moreau, C. Moreau & Péresse 1971. Coniothyrium juniperi ingår i släktet Coniothyrium och familjen Leptosphaeriaceae.   Inga underarter finns listade i Catalogue of Life.